# Вальдіна
Вальдіна (італ. Valdina, сиц. Vaddina) — муніципалітет в Італії, у регіоні Сицилія,  метрополійне місто Мессіна.

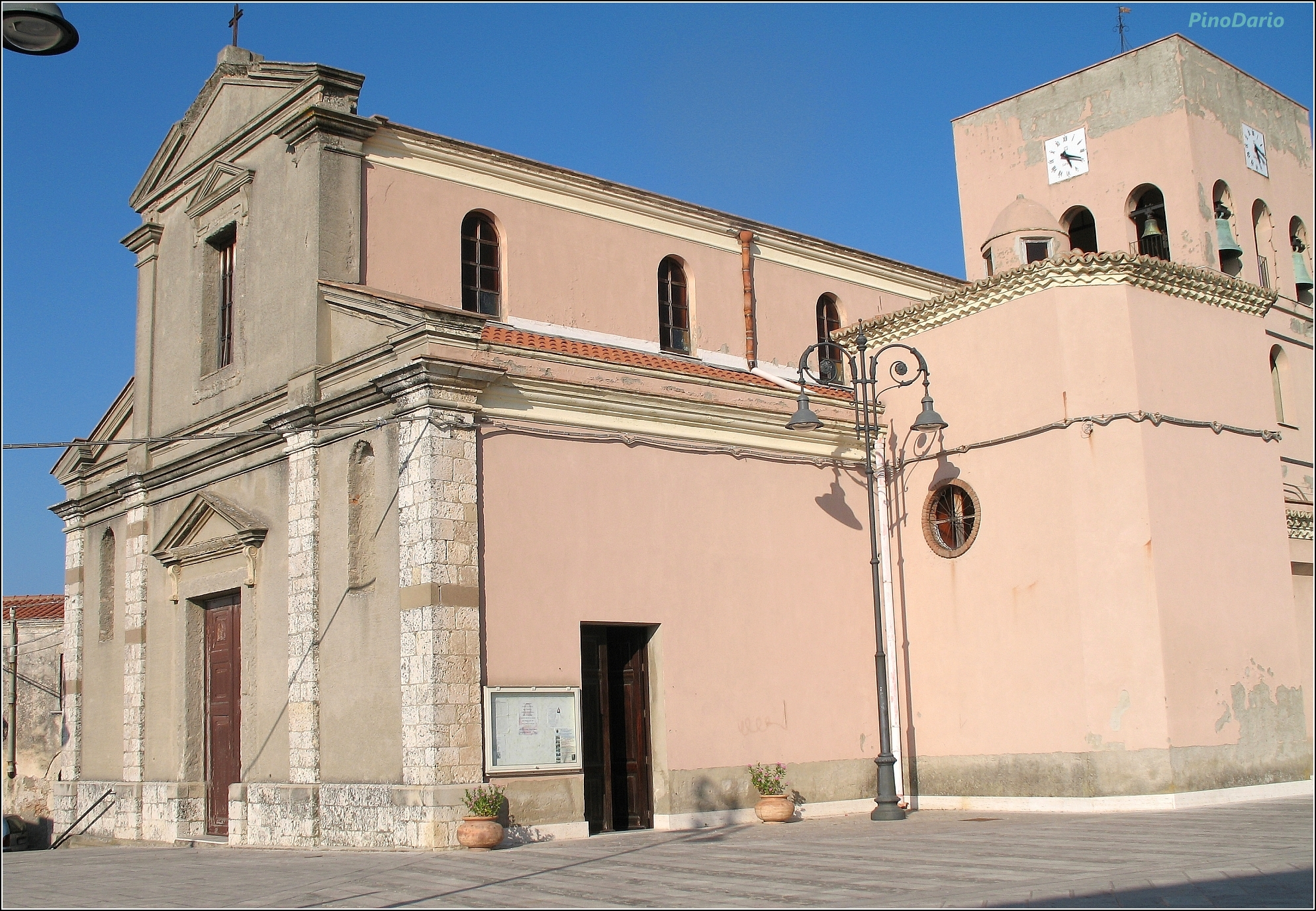
Chiesa

Вальдіна розташована на відстані близько 480 км на південний схід від Рима, 180 км на схід від Палермо, 17 км на захід від Мессіни.
Населення — 1345 осіб (2014).
Щорічний фестиваль відбувається 9 липня. Покровитель — San Pancrazio.

## Галерея зображень

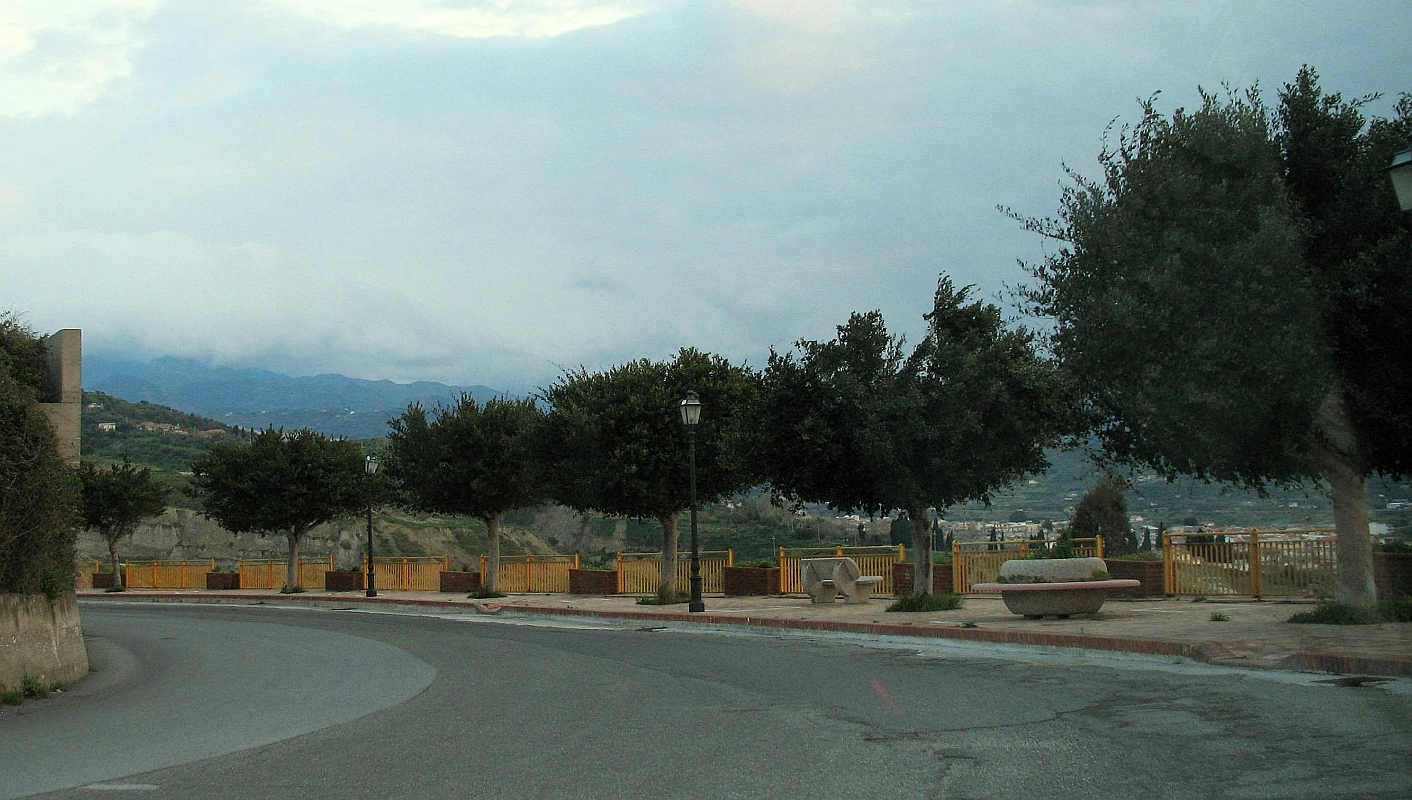

## Демографія
Населення за роками:

Станом на 1 січня 2023 року в муніципалітеті офіційно проживали 44 іноземці з 10 країн, серед них 26 громадян країн Євросоюзу та 4 громадяни України.

## Сусідні муніципалітети

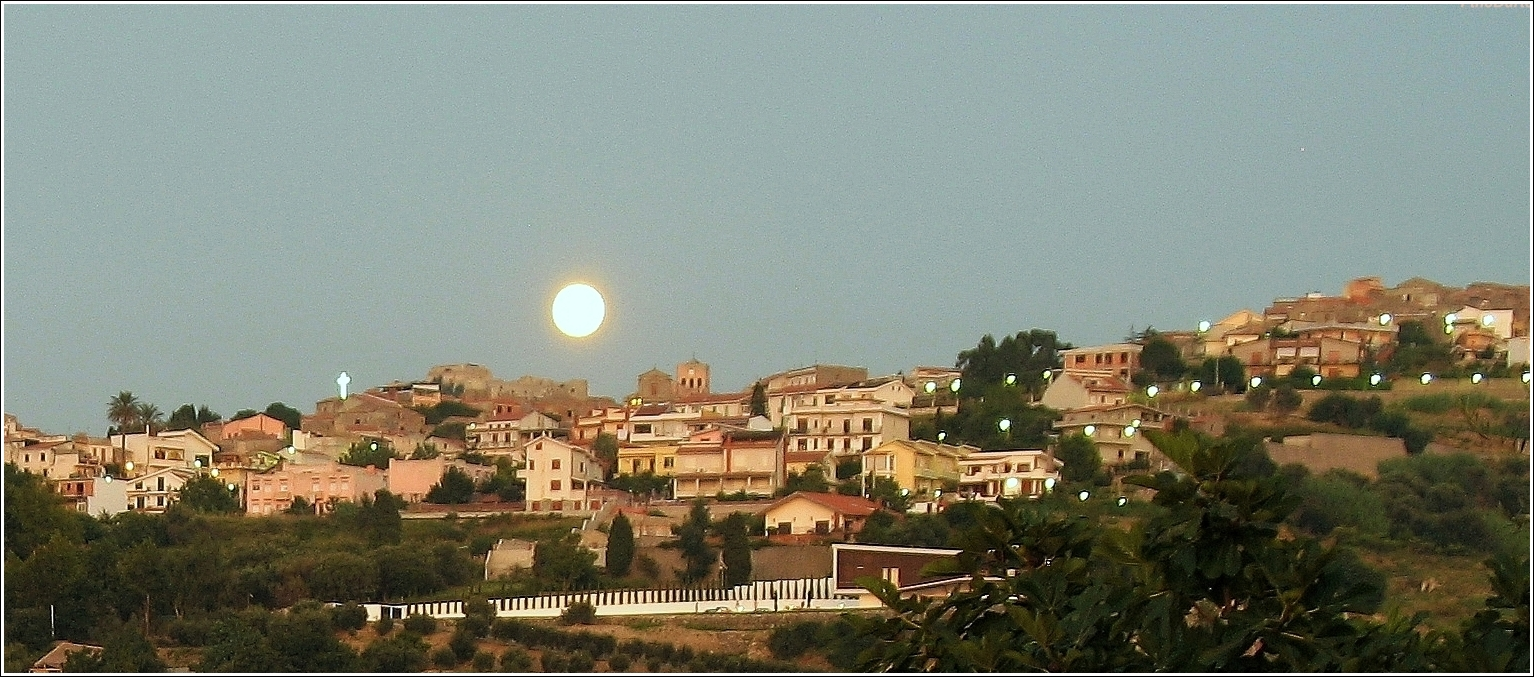
Valdina

- Роккавальдіна
- Торрегротта
- Венетіко